# Надгробни споменик испрошеној девојци Челестини у Грабу
Епитаф на споменику испрошеној девојци Челестини (†1904) налази се на Рајичића гробљу у селу Граб, Општина Лучани. Подигнут је девојци која је извршила самоубиство у 19. години. Челестина је била ћерка Ранка Стеванчевића из Граба, испрошена за момка из истог села. Подводачи су je, младу и наивну, навели да изгуби невиност, a она је волела да оде у смрт него да младожењи дође обешчашћена. Запис је сакрио да се несрећница о конопац обесила. Споменик јој је подигао стари сват Стојан Васовић.

## Опис
Споменик у облику стуба исклесан је од пешчара одличног квалитета. Богато је украшен флоралним мотивима, декоративним крстовима и симболичном представом „анђеоских крила”. Текст епитафа уклесан је у полулучном удубљењу на источној страни споменика; наставља се на десном боку и завршава на полеђини споменика. На левом боку уклесан је стилизован приказ винове лозе са голубом који зобље грожђе. Читка и лепа слова, а још више складно укомпонована и вешто уклесана флорална орнаментика, сведоче о великом мајсторству анонимног драгачевског каменоресца. Споменик је доста добро очуван, осим покривке у виду тање профилисане плоче. Камен је местимично је прекривен лишајем, док су у урезима још по негде видљиви трагови боје којим је споменик био декорисан.

### Епитаф
Текст епитафа гласи:
ОВДЕ ПОЧИВАЈУ СМРТНИ ОСТАТЦИ ИСПРОШЕНЕ ДЕВОЈКЕ ЧЕЛЕСТИНЕ, КЋИ РАНКА СТЕВАНЧЕВИЋА ИЗ ГРАБА КОЈА ПОЖИВИ 19 ГОДИНА, А ПРЕСТАВИ СЕ 19 ОКТОМБРА 1904. ГОД: БОГ ДА ЈОЈ ДУШУ ПРОСТИ
ОНА ЈЕ САМА СЕБЕ СМРТ СТВОРИЛА: ПОВОДОМ ПАКЛЕНИ ПОДВОДИЉА И КРВОЛОКИЊА ИЗ СВОЈЕ ОКОЛИНЕ; АЛИ МИЛОСТИВИ ТВОРАЦ СУДИЋЕ СВАКОМ ПО ПРАВДИ
СПОМЕНИК ОВАЈ ПОДИЖЕ ЈОЈ СВАК СТОЈАН ВАСОВИЋ